# Etaqualone
Etaqualone (Aolan, Athinazone, Ethinazone ) là một loại GABAergic quinazolinone và là một dạng tương tự của methaqualone được phát triển vào những năm 1960   và được bán chủ yếu ở Pháp và một số nước châu Âu khác. Nó có tính chất an thần, thôi miên, giãn cơ và ức chế hệ thần kinh trung ương do hoạt động chủ vận của nó ở-subtype của thụ thể GABAA, và được sử dụng để điều trị chứng mất ngủ.
Liều lượng và tác dụng được báo cáo là tương tự như của methaquater, nhưng tác dụng ngắn hơn và hơi yếu. Các báo cáo điển hình sử dụng từ 50 đến 500 mg etaqueller, tùy thuộc vào tác dụng mong muốn. Công thức dược phẩm cũ của Ethinazone là 350   viên nén mg. Etaquopol được cho là hoạt động theo cách tương tự như barbiturat và benzodiazepin bằng cách tăng độ nhạy của thụ thể GABAA . Hiệu ứng giải trí bao gồm hưng phấn, thư giãn, tăng tính xã hội và tình dục, giảm trí nhớ ngắn hạn và mất khả năng phối hợp. Kết hợp với các thuốc trầm cảm khác có tác dụng mạnh và có thể gây quá liều. Dung nạp với các loại thuốc benzodiazepin hoặc rượu cũng sẽ làm giảm tác dụng.
Ethaqueller có thể là một base tự do, không hòa tan trong nước nhưng hòa tan trong dung môi rượu và không phân cực, hoặc dưới dạng muối hydrochloride hòa tan trong nước, mạnh hơn khoảng 85% so với trọng lượng tự do.
Con đường phổ biến nhất của quản trị ethaquater là uống, nhưng hít muối hoặc hút thuốc miễn phí cũng đã được báo cáo.